# Khash-Erdene Byambadorj
Khash-Erdene Byambadorj (ur. 24 lipca 1992) – mongolski zapaśnik walczący w stylu wolnym. Brązowy medalista akademickich MŚ w 2014. Dziewiąty na igrzyskach wojskowych w 2015 roku.